# Grapsus
A Grapsus a felsőbbrendű rákok (Malacostraca) osztályának tízlábú rákok (Decapoda) rendjébe, ezen belül a Grapsidae családjába tartozó nem.

## Tudnivalók
Korábban sokkal több rákfaj volt idesorolva; ezek körülbelül 6-7 alnembe tartoztak, azonban manapság az alnemeket nemi szintre emelték és a rákok többsége máshová került át.
A Grapsus-fajokon a Grapsicepon fritzii Giard & Bonnier, 1887 nevű ászkarákfaj (Isopoda) élősködik.

## Rendszerezés
A nembe az alábbi 9 faj tartozik:
- Grapsus adscencionis (Osbeck, 1765)
- Grapsus adscensionis (Osbeck, 1765)
- Grapsus albolineatus Latreille, in Milbert, 1812
- Grapsus fourmanoiri Crosnier, 1965
- Grapsus granulosus H. Milne Edwards, 1853
- vörös tarisznyarák (Grapsus grapsus) (Linnaeus, 1758) - típusfaj
- Grapsus intermedius de Man, 1888
- Grapsus longitarsis Dana, 1851
- Grapsus tenuicrustatus (Herbst, 1783)

## Képek

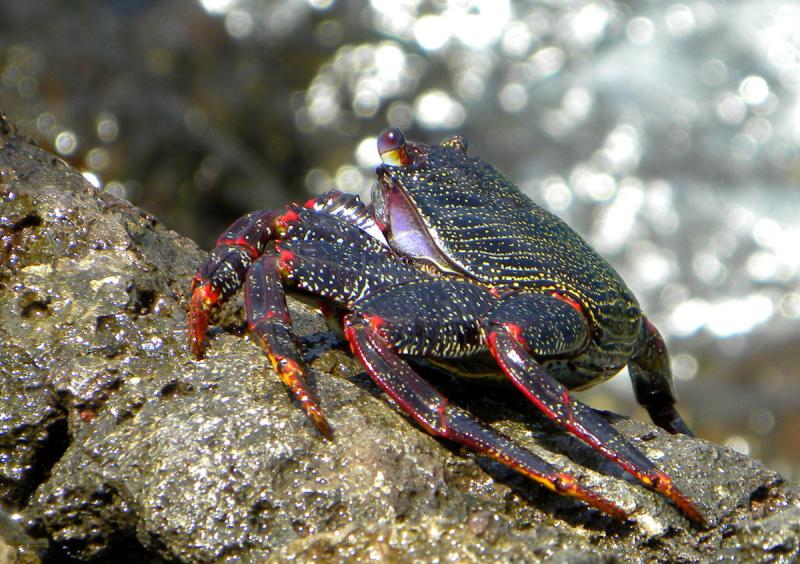
Grapsus adscensionis
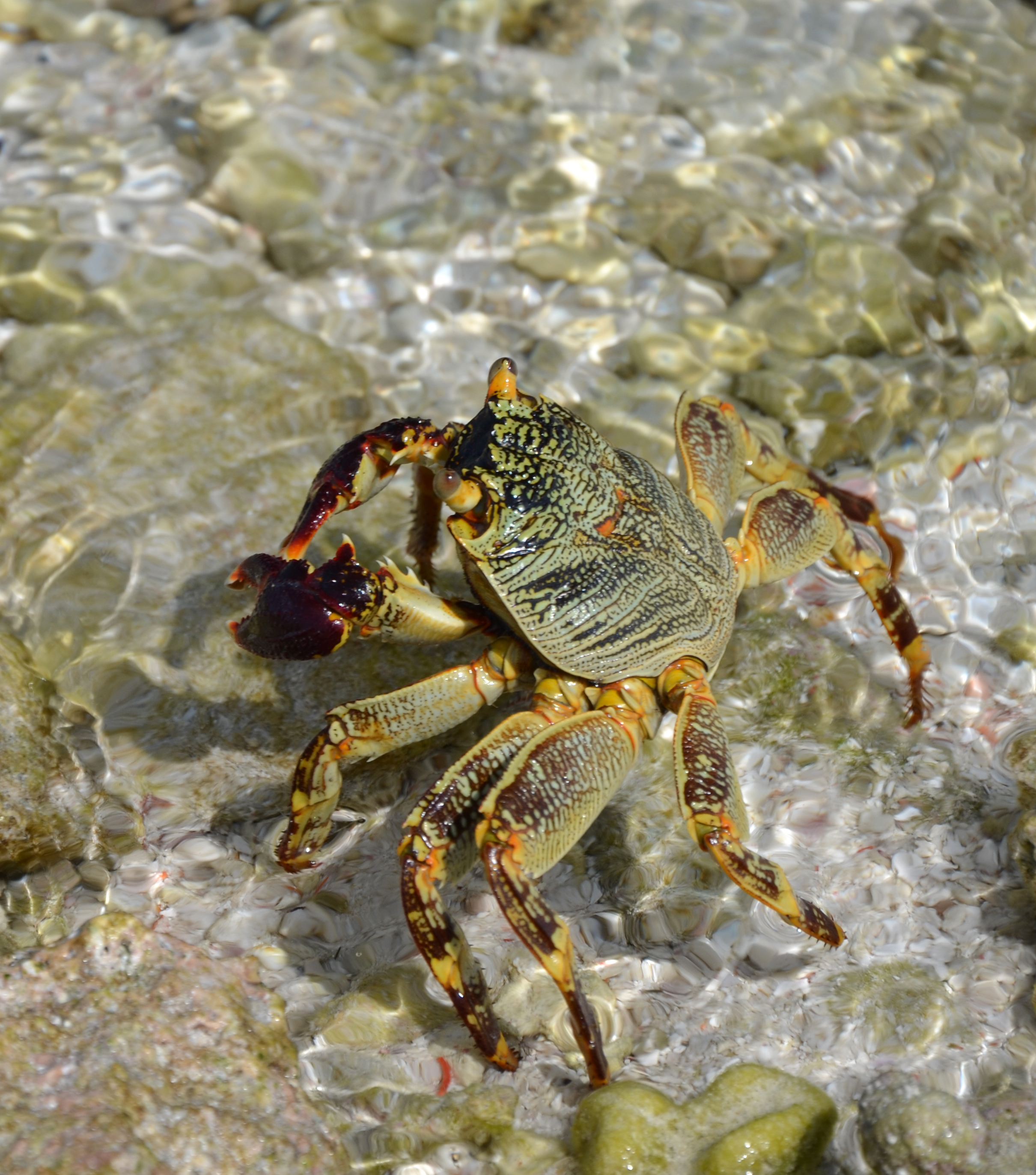
Grapsus albolineatus
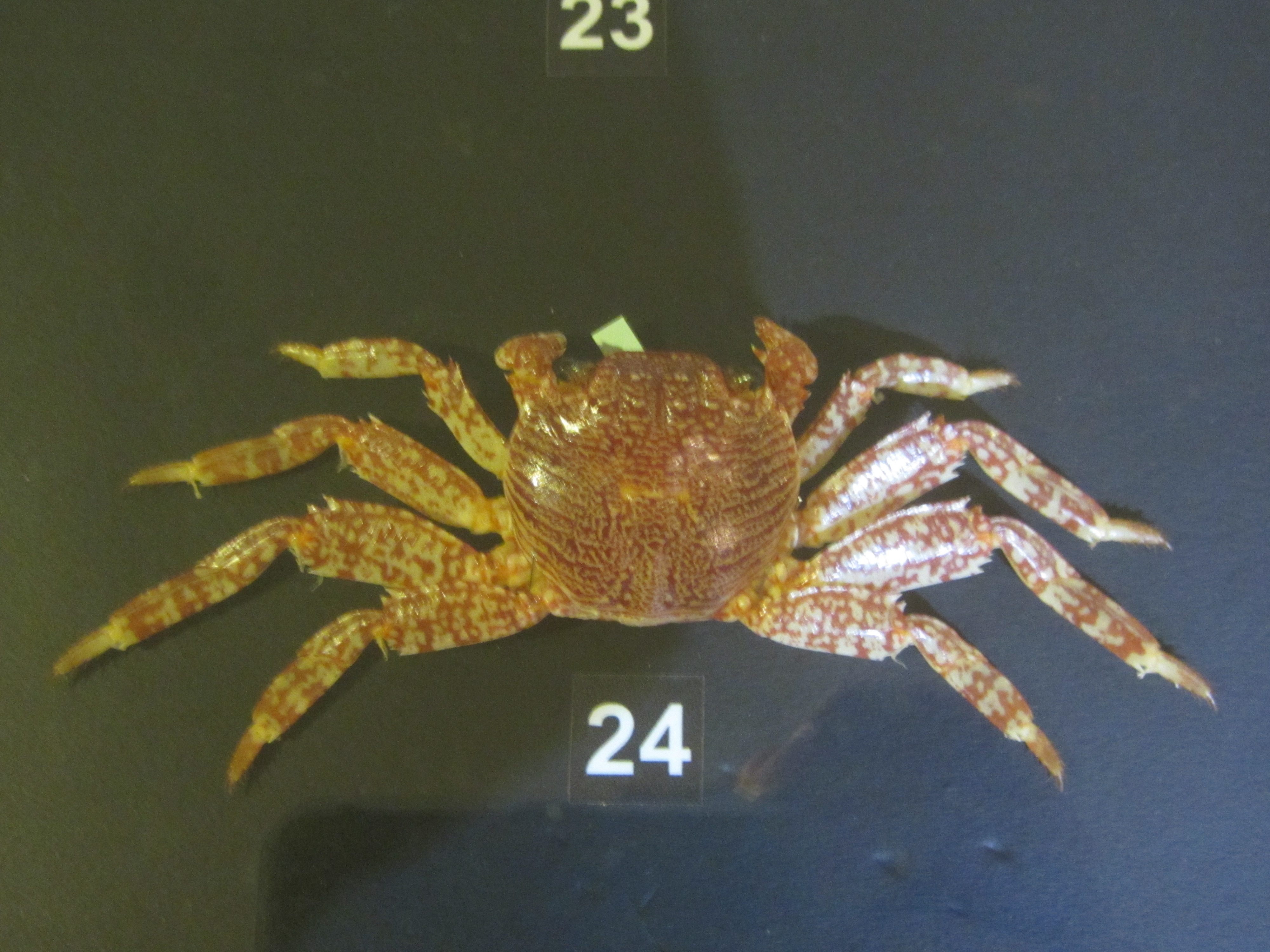
Grapsus tenuicrustatus